# Lars-Ole, 5c
Pour plus de détails, voir Fiche technique et Distribution.
Lars Ole, 5c est un film danois réalisé par Nils Malmros, sorti en 1973.

## Synopsis
La vie d'un écolier de 12 ans.

## Fiche technique
- Titre : Lars Ole, 5c
- Réalisation : Nils Malmros
- Scénario : Nils Malmros
- Musique : Gunner Møller Pedersen
- Photographie : Erik Nygaard et Nils Malmros
- Montage : Nils Malmros
- Production : Nils Malmros
- Société de production : Dansk Lydteknik et EBC Films
- Pays de production :  Danemark
- Genre : Drame
- Durée : 84 minutes
- Date de sortie : 
  - Danemark : 26 mars 1973

## Distribution
- Søren Rasmussen : Lars Ole
- Knud Randa Frank Nielsen : John
- Lars Randrup Mikkelsen : Hanse
- Judith Nysom : Inger
- Anne-Marie Udsen : Anne-Marie
- Ilse Sørensen : Hanne
- Kim Noes : Bettefis
- Søren Peter Madsen : Palle
- Annie Gisselmann Jensen : Jytte
- Bjarne Krogh-Petersen : Tobber
- Ole Rasmussen : Jelle

## Distinctions
Le film a reçu le Bodil du meilleur film danois.